# Fils
Il fils o fals in arabo فلس‎? è il nome usato per indicare la frazione di alcune monete in diversi paesi arabi o del subcontinente indiano (come il Sultanato di Jaunpur). 

"Fils" in lingua araba è singolare e non plurale (come potrebbero pensare gli anglofoni). La forma plurale di fils, filūs (o fulūs in arabo فلوس‎?, è anche la parola araba per indicare genericamente il denaro.
Il termine proviene da follis, una moneta di bronzo romana e bizantina.
- 1 Dinaro del Bahrain = 1000 fils
- 1 Dinaro iracheno  = 1000 fils
- 1 Dinaro giordano = 1000 fils
- 1 Dinaro kuwaitiano = 1000 fils
- 1 Dirham degli Emirati Arabi Uniti = 100 fils
- 1 Riyal yemenita = 100 fils